# Міністр оборони В'єтнаму
Міністр оборони В'єтнаму (в'єт. Danh sách Bộ trưởng Bộ Quốc phòng Việt Nam) — член уряду В'єтнаму, який очолює міністерство оборони. З 28 червня 2006 року міністром оборони є Фунг Куанг Тхань. Нижче наведено список міністрів оборони, починаючи зі створення Демократичної Республіки В'єтнам 1945 року.

## Список міністрів оборони
| No.                                                                | Ранг у політбюро ЦК КПВ                                      | Ім'я (роки життя)                                            | Фото                                                         | Початок терміну                                              | Завершення терміну                                           | Прем'єр-міністр                                              |
| Міністр оборони Демократичної Республіки В'єтнам (1945–1976)       | Міністр оборони Демократичної Республіки В'єтнам (1945–1976) | Міністр оборони Демократичної Республіки В'єтнам (1945–1976) | Міністр оборони Демократичної Республіки В'єтнам (1945–1976) | Міністр оборони Демократичної Республіки В'єтнам (1945–1976) | Міністр оборони Демократичної Республіки В'єтнам (1945–1976) | Міністр оборони Демократичної Республіки В'єтнам (1945–1976) |
| ------------------------------------------------------------------ | ------------------------------------------------------------ | ------------------------------------------------------------ | ------------------------------------------------------------ | ------------------------------------------------------------ | ------------------------------------------------------------ | ------------------------------------------------------------ |
| 1                                                                  | —                                                            | Тю Ван Тан (1909–1984)                                       | —                                                            | 8 травня 1945                                                | березень 1946                                                | Хо Ши Мін                                                    |
| 2                                                                  | —                                                            | Фан Ань (1912–1990)                                          | —                                                            | березень 1946                                                | 11 травня 1946                                               | Хо Ши Мін                                                    |
| 3                                                                  | —                                                            | Во Нгуєн Зяп (нар. 1911)                                     |                                                              | 11 травня 1946                                               | 8 травня 1947                                                | Хо Ши Мін                                                    |
| 4                                                                  | —                                                            | Та Куанг Биу (1910–1986)                                     | —                                                            | 8 травня 1947                                                | 8 травня 1948                                                | Хо Ши Мін                                                    |
| 5                                                                  | 5                                                            | Во Нгуєн Зяп (нар. 1911)                                     | -                                                            | 8 травня 1946                                                | 2 липня 1976                                                 | Хо Ши Мін                                                    |
| 5                                                                  | 5                                                            | Во Нгуєн Зяп (нар. 1911)                                     | -                                                            | 8 травня 1946                                                | 2 липня 1976                                                 | Фам Ван Донг                                                 |
| 5                                                                  | 7                                                            | Во Нгуєн Зяп (нар. 1911)                                     | -                                                            | 8 травня 1946                                                | 2 липня 1976                                                 |                                                              |
| Міністр оборони Республіки Південний В'єтнам (1969–1976)           |                                                              |                                                              |                                                              |                                                              |                                                              |                                                              |
| —                                                                  | —                                                            | Чан Нам Чунг (1912–2009)                                     | —                                                            | 8 червня 1969                                                | 2 липня 1976                                                 | Хюїнь Тан Фат                                                |
| Міністр оборони Соціалістичної Республіки В'єтнам (1976 — дотепер) |                                                              |                                                              |                                                              |                                                              |                                                              |                                                              |
| 5                                                                  | 4                                                            | Во Нгуєн Зяп (р.1911)                                        |                                                              | 2 липня 1976                                                 | лютий 1980                                                   | Фам Ван Донг                                                 |
| 6                                                                  | 6                                                            | Ван Тієн Зунг (1917–2002)                                    |                                                              | лютий 1980                                                   | лютий 1987                                                   | Фам Ван Донг                                                 |
| 6                                                                  | —                                                            | Ван Тієн Зунг (1917–2002)                                    |                                                              | лютий 1980                                                   | лютий 1987                                                   | Фам Ван Донг                                                 |
| 7                                                                  | 6                                                            | Ле Дик Ань (нар. 1920)                                       | —                                                            | лютий 1987                                                   | серпень 1991                                                 | Фам Ван Донг                                                 |
| 7                                                                  | 6                                                            | Фам Хунг                                                     | —                                                            | лютий 1987                                                   | серпень 1991                                                 |                                                              |
| 7                                                                  | 6                                                            | До Миой                                                      | —                                                            | лютий 1987                                                   | серпень 1991                                                 |                                                              |
| 8                                                                  | 5                                                            | Доан Кхюе (1923–1999)                                        | —                                                            | серпень 1991                                                 | 29 грудня 1997                                               | До Миой                                                      |
| 8                                                                  | 5                                                            | Доан Кхюе (1923–1999)                                        | —                                                            | серпень 1991                                                 | 29 грудня 1997                                               | Во Ван Кієт                                                  |
| 8                                                                  | 6                                                            | Доан Кхюе (1923–1999)                                        | —                                                            | серпень 1991                                                 | 29 грудня 1997                                               |                                                              |
| 9                                                                  | 5                                                            | Фам Ван Ча (нар. 1935)                                       |                                                              | 29 грудня 1997                                               | 28 червня 2006                                               | Фан Ван Кхай                                                 |
| 9                                                                  | 11                                                           | Фам Ван Ча (нар. 1935)                                       |                                                              | 29 грудня 1997                                               | 28 червня 2006                                               | Фан Ван Кхай                                                 |
| 10                                                                 | 8                                                            | Фунг Куанг Тхань (нар. 1949)                                 |                                                              | 28 червня 2006                                               | Нині на посаді                                               | Нгуєн Тан Зунг                                               |
| 10                                                                 | 2                                                            | Фунг Куанг Тхань (нар. 1949)                                 |                                                              | 28 червня 2006                                               | Нині на посаді                                               | Нгуєн Тан Зунг                                               |